# Campeonato Sul-Americano de Futebol de 1941
O Campeonato Sul-Americano de Futebol de 1941 foi a 16ª edição da competição entre seleções da América do Sul realizado entre 2 de fevereiro e 4 de março de 1941. 
A competição ocorreu durante a Segunda Guerra Mundial. A disputa ocorreu em turno único todos contra todos. A Argentina foi a campeã. O Brasil não participou. O torneio consagrou o ataque argentino apelidado de "los cinco magníficos": Adolfo Pedernera, Antonio Sastre, Juan Marvezzi, José Manuel Moreno e Enrique García. 
Participaram desta disputa cinco seleções: Argentina, Chile, Equador, Peru e Uruguai. A sede da competição foi o Chile. 

## Organização

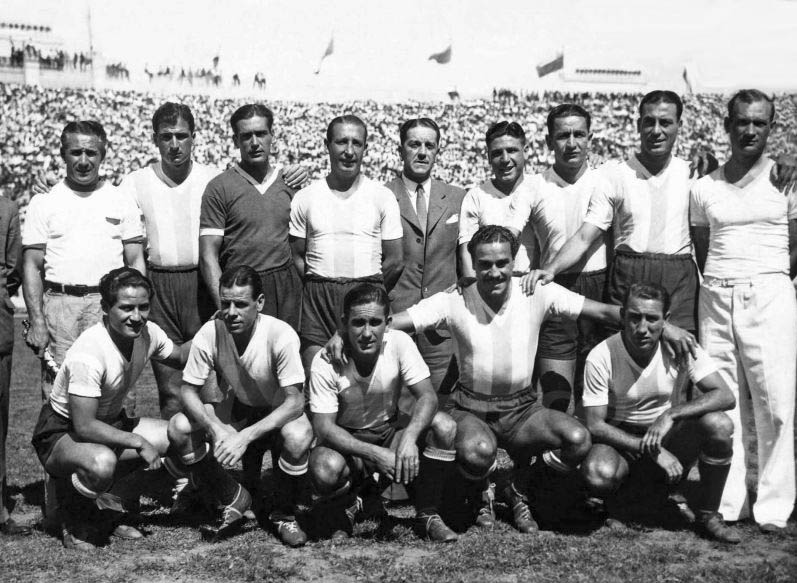
A equipe da Argentina campeã do torneio

### Sede
| Santiago          |
| ----------------- |
| Estadio Nacional  |
| Capacidad: 48 665 |
|                   |

### Árbitros
- José Bartolomé Macías.
- Alfredo Vargas.
- Aníbal Tejada.
- Víctor Francisco Rivas.

## Tabela
- Chile 5-0  Equador
- Chile 1-0  Peru
- Uruguai 6-0  Equador
- Argentina 2-1  Peru
- Uruguai 2-0  Chile
- Argentina 6-1  Equador
- Peru 4-0  Equador
- Argentina 1-0  Uruguai
- Uruguai 2-0  Peru
- Argentina 1-0  Chile

## Classificação
| Equipo    | Pts | PJ | PG | PE | PP | GF | GC | Dif |
| --------- | --- | -- | -- | -- | -- | -- | -- | --- |
| Argentina | 8   | 4  | 4  | 0  | 0  | 10 | 2  | 8   |
| Uruguai   | 6   | 4  | 3  | 0  | 1  | 10 | 1  | 9   |
| Chile     | 4   | 4  | 2  | 0  | 2  | 6  | 3  | 3   |
| Peru      | 2   | 4  | 1  | 0  | 3  | 5  | 5  | 0   |
| Equador   | 0   | 4  | 0  | 0  | 4  | 1  | 21 | -20 |

| Campeonato Sul-Americano de Futebol de 1941 |
| ------------------------------------------- |
| Argentina Campeão (6º título)               |

### Goleadores
| Jogador            | Seleção | Gols |
| ------------------ | ------- | ---- |
| Juan Marvezzi      | ARG     | 6    |
| Lolo Fernández     | PER     | 3    |
| José Manuel Moreno | ARG     | 3    |
| Ismael Rivero      | URU     | 3    |

### Melhor jogador do torneio
- Sergio Livingstone